# Toxic (Britney Spears-dal)
A "Toxic" Britney Spears amerikai énekesnő második kislemeze az "In the Zone" című albumáról. 2004. január 12-én jelent meg a Jive Records gondozásában A dalt Bloodshy & Avant, Cathy Dennis és Henrik Jonback írták. A "Me Against the Music" megjelenése után az "(I Got That) Boom Boom" és "Outrageous" című dalokat tartották legesélyesebbnek, végül az énekesnő a "Toxic"-ot választotta. A dal az egész világon sikeres lett, 15 országban jutott be a top 5-be, míg Ausztráliában, Kanadában, Norvégiában, Írországban, Magyarországon és az Egyesült Királyságban első helyezést ért el. Az Egyesült Államokban ez lett Britney negyedik top 10-es dala a Billboard Hot 100-on. 2005-ben a dalt jelölték a Grammy Awards-on "Legjobb táncfelvétel" kategóriában, majd a jelölést díjra is váltotta az énekesnő. Rolling Stone, Pitchfork és az NME az évtized egyik legjobb dalának tartja ezt zeneszámot.

## Háttér
A dalt először Kylie Minogue "Body Language" albumára szánták, de az énekesnőnek nem tetszett a dal. Kylie később nyilatkozott "egyáltalán nem voltam ideges, amikor megtudtam, hogy Britney kapta meg a dalt, olyan ez, mikor megszökik tőled a hal, el kell fogadnod." A "Toxic"-ot a Muryln Studios-ban (Stockholm) és a Record Plant stúdiójában (Hollywood) vették fel. 2003 decemberében az MTV News jelentette be a hírt, hogy az "In the Zone" album második kislemeze a "Toxic" lett, melyet az énekesnő választott ki. Ezután Britney a következőket mondta a dalról: "ez egy vidám dal, nagyon különböző, ezért is szeretem annyira."

## Videóklip
A videóklipet 2003 decemberében három hétig forgatták Los Angelesben. A rendezője Joseph Kahn volt, ő rendezte a Stronger videóklipjét is. A klip szerkesztője pedig David Blackburn volt, ő is dolgozott az énekesnővel Do Somethin’ és Womanizer klipeken. A videóban Britney egy titkosügynököt játszik, aki stewardess álcában megy egy repülőgépre. Egy fiola zöld folyadékot keres, és miután megtalálja és ellopja azt, megmérgezi vele hűtlen barátját. A klip még tartalmaz Britneyről meztelen jeleneteket, de teste gyémántokkal van díszítve. A "Toxic" az énekesnő egyik legdrágább videóklipje, 1 millió dollárba került. A videó premierje 2004. január 13-án volt az MTV Making the Video műsorában. 2009-ben töltötték fel a videót Britney VEVO csatornájára, eddig több mint 245 milliószor nézték meg. A klip helyet kapott az In the Zone DVD kiadásán, valamint a Greatest Hits: My Prerogative DVD kollekcióján is.
A videóklip hatott későbbi előadókra. Lady Gaga a 2009-es "LoveGame" klipjében hasonlóan gyémántdarabok díszítették a testét. Taylor Swift 2015-ös "Bad Blood" videóklipjét a kritikusok is a "Toxic" videójához hasonlították.
2009 szeptemberében a MUZU TV szavazásán a valahova volt legszexisebb videónak választották meg. 2011-ben a Billboard szavazásán a 2000-es évek második legjobb videóklipjének titulálták.
A videót jelölték a 2004-es MuchMusic Video Awardson "Legjobb nemzetközi videó" kategóriában, de ezt Beyoncé Crazy in Love videója nyerte meg. A 2004-es MTV Video Music Awardson négy kategóriában is jelölték a klipet, de egyiket sem nyerte meg az énekesnő. A pletykák szerint azért más előadók kapták a díjakat, mert Britney nem vett részt a gálán.

## Slágerlistás teljesítménye

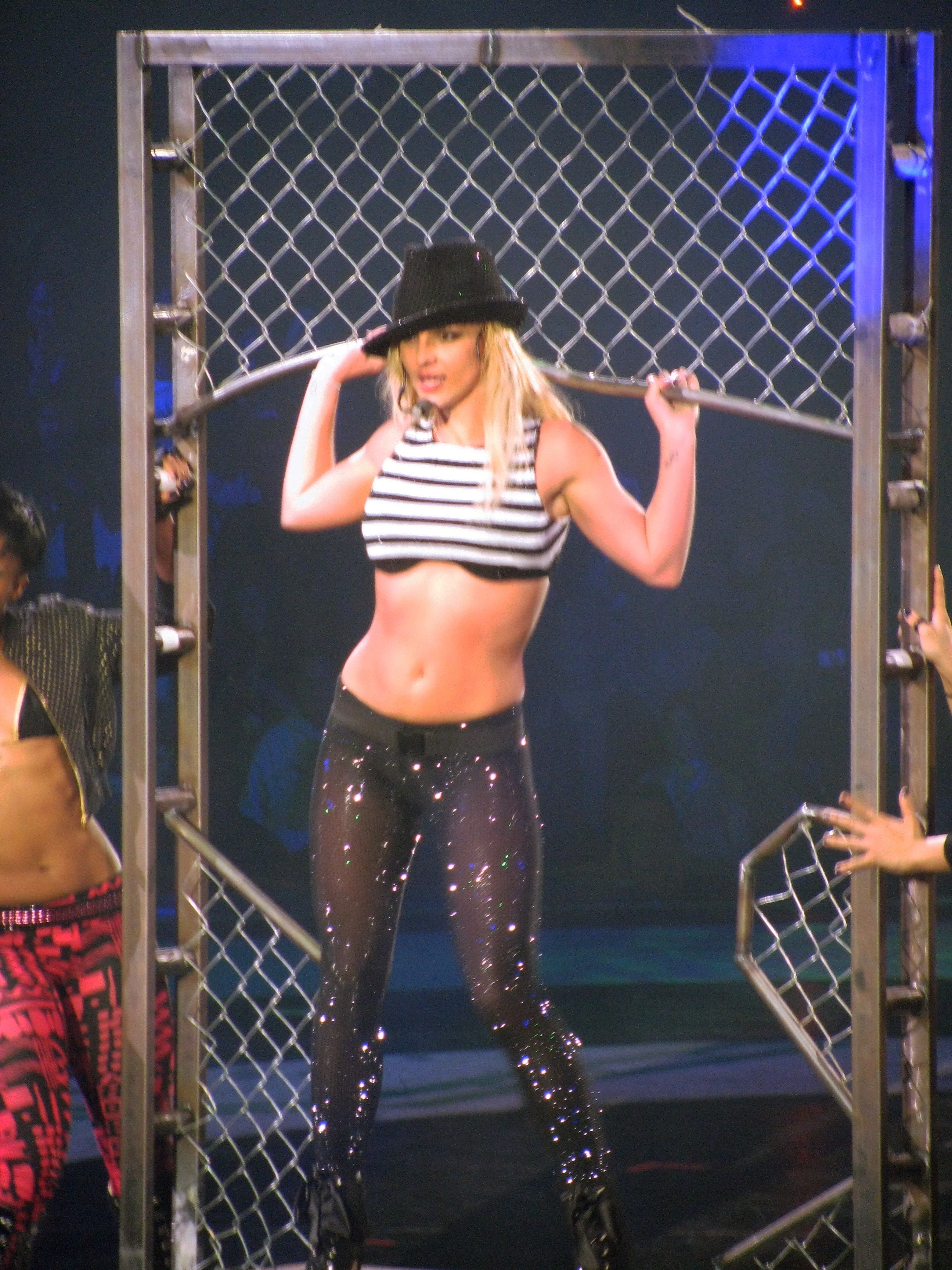
Britney a "Toxic" előadása közben a 2009-es Circus turnén.

A "Toxic" az 53. helyen jelent meg a Billboard Hot 100-on 2004. január 31-én, így ez lett az a hét legnagyobb legnagyobb debütálása. 2004. március 27-én érte el a 9. helyezést, így ez lett az énekesnő negyedik kislemeze, mely bejutott a Top 10-be. A dal megjelent a Billboard "Pop Songs" és "Hot Dance Club Songs" slágerlistáján is. 2004. október 25-én a RIAA már aranyminősítést adott a dalra 100 000 eladott példány után. A kanadai kislemezlistán első helyezést ért el a dal, ahogy az ausztrál kislemezlistán is, ezért a dal aranyminősítést kapott az ARIA-tól 35 000 eladott példány után. A brit kislemezlistán első helyen debütált a dal, így ez lett az énekesnő negyedik "No.1" kislemeze az Egyesült Királyságban. A dal továbbá első helyezést ért el a magyar és a norvég slágerlistákon is, valamint bejutott a Top 5-be Ausztriában, Csehországban, Dániában, Németországban, Portugáliában, Olaszországban, Franciaországban, Svédországban és Svájcban. A "Toxic" Top 10-es lett Belgiumban, Hollandiában és Finnországban.

## Élő előadások
A dalt először 2003. november 17-én adta elő az énekesnő a Britney Spears: In the Zone különkiadásban, melyet rögzítette az ABC. Ezután a 2003-as Jingle Ball eseményen is előadta a dalt. 2004. január 24-én Britney részt vett az NRJ Music Awardson, a gálán szintén előadta a számot. Az énekesnő 2004-es Onyx Hotel turnéja nyitódala a "Toxic" volt. 2007-ben az énekesnő előadta a dalt az M+M's koncertjein, majd 2009-ben a Circus turnén, 2011-ben pedig a Femme Fatale turnéján is. 2013-tól Britney: Piece of Me dallistáján is helyet kapott a szám. Britney előadta a dalt a 2016-os Billboard Music Awardson egy teljesen új koreográfiával. A dal előadásra került 2016 őszén az iHeart Radio Music Festivalon és az Apple Music Festivalon is. 2016 decemberében az énekesnő szintúgy előadta a számot a Jingle Ball és a Pepsi Jingle Bash eseményein is.

## Feldolgozások
A dalt számtalanszor feldolgozták, például tehetségkutató műsorokban vagy koncerteken, 2010-ben pedig a Glee egyik epizódjában is megjelent. 2011-ben Selena Gomez elénekelte a dalt az akkori turnéján. 2016. december 2-án Madonna is elénekelte a dalt akusztikus formában a "Tears of a Clown" koncertjén, ezt a Facebookon közvetítették élőben.

## Slágerlistás helyezések
| Slágerlista (2004)                  | Legmagasabb helyezés |
| ----------------------------------- | -------------------- |
| Australian Singles Chart            | 1                    |
| Austrian Singles Chart              | 5                    |
| Belgian Singles Chart (Flanders)    | 6                    |
| Belgian Singles Chart (Wallonia)    | 6                    |
| Canadian Singles Chart              | 1                    |
| Czech Airplay Chart                 | 1                    |
| Danish Singles Chart                | 1                    |
| Dutch Top 40                        | 4                    |
| Europe (European Hot 100 Singles)   | 1                    |
| Finnish Singles Chart               | 8                    |
| French Singles Chart                | 3                    |
| German Singles Chart                | 4                    |
| Greek Singles Chart                 | 1                    |
| Hungarian Singles Chart             | 1                    |
| Irish Singles Chart                 | 1                    |
| Italian FIMI Singles Chart          | 4                    |
| Netherlands Singles Chart           | 6                    |
| Új-Zéland (Recorded Music NZ)       | 2                    |
| Norwegian Singles Chart             | 1                    |
| Portuguese Singles Chart            | 1                    |
| Romanian Top 100                    | 1                    |
| Scottish Singles Chart              | 1                    |
| Spanish Singles Chart               | 5                    |
| Swedish Singles Chart               | 1                    |
| Swiss Singles Chart                 | 4                    |
| Brit kislemezlista                  | 1                    |
| US Billboard Hot 100                | 9                    |
| US Mainstream Top 40 (Billboard)    | 1                    |
| US Hot Dance Club Songs (Billboard) | 1                    |
| US Rhythmic (Billboard)             | 16                   |

| Slágerlista (2011)             | Legjobb helyezés |
| ------------------------------ | ---------------- |
| Franciaország (Single Top 100) | 88               |

| Slágerlista (2004)               | Legmagasabb helyezés |
| -------------------------------- | -------------------- |
| Australian Singles Chart         | 17                   |
| Austrian Singles Chart           | 11                   |
| Belgian Singles Chart (Flanders) | 33                   |
| Belgian Singles Chart (Wallonia) | 27                   |
| Dutch Singles Chart              | 16                   |
| French Singles Chart             | 28                   |
| German Singles Chart             | 37                   |
| Hungarian Singles Chart          | 13                   |
| Irish Singles Chart              | 7                    |
| Italian Singles Chart            | 10                   |
| New Zealand Singles Chart        | 10                   |
| Portugal Singles Chart           | 9                    |
| Swedish Singles Chart            | 22                   |
| Swiss Singles Chart              | 17                   |
| UK Singles Chart                 | 9                    |
| US Billboard Hot 100             | 48                   |

## Minősítések
| Ország                   | Minősítés         | Eladás    |
| ------------------------ | ----------------- | --------- |
| Ausztrália (ARIA)        | kétszeres platina | 140,000   |
| Franciaország (SNEP)     | arany             | 250,000   |
| Japán (RIAJ)             | arany             | 100,000   |
| Olaszország (FIMI)       | platina           | 50,000    |
| Új-Zéland (RMNZ)         | arany             | 5000      |
| Norvégia (IFPI)          | platina           | 10,000    |
| Svédország (GLF)         | platina           | 20,000    |
| Egyesült Királyság (BPI) | arany             | 425,000   |
| Egyesült Államok (RIAA)  | 3-szoros platina  | 2,200,000 |